# John MacInnes
John MacInnes es un sociólogo y demógrafo escocés (Reino Unido); especialista en demografía social. Sus líneas principales de investigación son la fecundidad, la familia y el mercado de trabajo, el equilibrio trabajo-vida, la sociología de género -en especial la masculinidad-; la sociología de la identidad nacional, -en especial el nacionalismo sin estado-, las comparaciones entre Escocia y Cataluña, así como el papel de los medios de comunicación. Es profesor de Sociología de la Facultad de Ciencias sociales y políticas de la Universidad de Edimburgo. Ha desarrollado, junto a Julio Pérez Díaz, la Teoría de la Revolución Reproductiva.

## Biografía académica
Tiene una Maestría en Artes por la Universidad de Aberdeen y es doctor en Filosofía por la Universidad de Glasgow. Es profesor de Sociología de la Facultad de Ciencias sociales y políticas de la Universidad de Edimburgo. En la actualidad es el director de la Sección de Sociología.

### Investigaciones
MacInnes ha investigado numerosos aspectos de demografía social, sus líneas principales de investigación son la fecundidad, la familia y el mercado de trabajo, el equilibrio trabajo-vida, la sociología de género -en especial la masculinidad-; la sociología de la identidad nacional, -en especial el nacionalismo sin estado-, las comparaciones entre Escocia y Cataluña, así como el papel de los medios de comunicación.
John MacInnes, junto a Julio Pérez Díaz han propuesto la teoría de la revolución reproductiva o tercera revolución de la modernidad como un modelo explicativo de los cambios demográficos -apoyado en estudios longitudinales-alejados de las interpretaciones alarmistas demográficas derivadas de la teoría de la transición demográfica -apoyada en estudios transversales-.

#### Proyectos de Investigación
John MacInnes participa, entre otros, en los siguientes proyectos de investigación:
- 2010-2013 - La teoría de la revolución reproductiva , Ministerio de Ciencia e Innovación, CSIC, Universidad del País Vasco, Universidad de Edimburgo. (I.P. Julio Pérez Díaz)

## La revolución reproductiva
En la ponencia The reproductive revolution (2005) y los artículos de 2009 La tercera revolución de la modernidad. La revolución reproductiva Archivado el 4 de marzo de 2016 en Wayback Machine.  y The reproductive revolution Archivado el 3 de marzo de 2016 en Wayback Machine., escritos con Julio Pérez Díaz, se expone la teoría de la revolución reproductiva donde se señala la radical relevancia de la eficiencia reproductiva, la longevidad y el reemplazo generacional en las sociedades demográficamente modernas. Siguiendo el hilo conductor de las ideas de Kingsley Davis (1908-1997) expuestas en 1937 sobre el futuro de la familia y de la fecundidad, establece consecuencias muy distintas sobre las implicaciones y consecuencias que la revolución reproductiva tiene en el descenso del trabajo reproductivo, el declive del patriarcado, la desregulación social de la sexualidad, el paso del género a la generación como eje de distribución de roles productivos-reproductivos, el reforzamiento de lazos familiares y otras consecuencias positivas de la madurez de masas -el mal llamado envejecimiento de la población-.

## Publicaciones de John MacInnes
Puede consultarse las publicaciones de John MacInnes en:
- Publicaciones en Google Académico
- Publicaciones en digital.csic

## Libros
- 2006 - Usos del Temps i Famílies. Dossier de temps n.º 4. Programa Nous Usos Socials del Temps. Barcelona: Ajuntament de Barcelona. 59pp. depòsit Legal B.47.931-2006. (con Montserrat Solsona i Pairo).
- 1998 - The End of Masculinity. Buckingham: Open University Press. 168 & viii pp.

- 2002 - O Fim da Masculinidade, Ambar: Lisboa.
- 2002 - The End of Masculinity (Simplified Chinese Character Translation) Jiangsu People’s Publishing House: Jiangsu, China,

- 1991 - Industrial Sociology and Economic Crisis. Wheatsheaf Press. 236 & ix pp. With P. Cressey & J. E. T. Eldridge.
- 1991 - (1993), Employers Labour Use Strategies. United Kingdom Department of Employment Research Paper No 87. London: HMSO. 67pp. With L. C. Hunter.
- 1987 - (1989), Thatcherism at Work. Buckingham: Open University Press. 182 & xvi pp.
- 1985 - Just Managing: Authority and Democracy in Industry. Buckingham: Open University Press. 188pp. With P. Cressey & J. E. T. Eldridge.
- 1981 - Industrial Democracy and Participation: A Scottish Survey. United Kingdom Department of Employment Research Paper, n.º 28. London: HMSO. 62pp. With P. Cressey, J. E. T. Eldridge, & G. Norris.

## Artículos y capítulos de libros
- 2013 - Spijker, J. & MacInnes, J., Population ageing: the timebomb that isn’t? BMJ 2013; 347 doi: [http://dx.doi.org/10.1136/bmj.f6598 (Published 12 November 2013) Cite this as: BMJ 2013;347:f6598)
- 2009 - The reproductive revolution (con Julio Pérez Díaz). Sociological Review, 57, pags. 262-284.[6]
- 2009 - Transformations of the World’s Population: the Demographic Revolution,(con Julio Pérez Díaz), en Turner, B.S. -Ed-, The Routledge International Handbook of Globalization Studies: Wiley-Blackwell, pp. 137-161.
- 2008 - Demography (con Julio Pérez Díaz), en Bryan S. Turner (Ed.), The New Blackwell Companion to Social Theory (3 edit.), 22 pp.
- 2008 - Work-life balance: three terms in search of a definition in C. Warhurst, D. R. Eikhof & A. Haunschild (eds) Work Less, Live More? A Critical Analysis of the Work-Life Boundary. London: Palgrave.
- 2008 - Fertility, Policy and the Future of Scotland’s Population (con L. Jamieson y E. King), en  Scotland’s Population 2007: The Registrar General’s Annual Review of Demographic Trends 153rd Edition. Edinburgh: General Register Office for Scotland.
- 2008 - La tercera revolución de la modernidad. La revolución reproductiva Archivado el 4 de marzo de 2016 en Wayback Machine. (con Julio Pérez Díaz), Revista Española de Investigaciones sociológicas (REIS),122, 89-118, abril/junio, 29 pp.
- 2008 - Mediating Which Nation(s)?: Citizenship and National Identities In The British Press (con M. Rosie, S. Condor, P. Petersoo & J. Kennedy), en K. Wahl-Jorgensen (ed) Mediated Citizenships, Routledge: London.
- 2007 - Valoración social del incremento de la violencia doméstica (con Julio Pérez Díaz), en 'Rivas Vallejo, Mª Pilar y Barrios Baudor, Guillermo L. (Dir.)', Violencia de género. Perspectiva multidisciplinar y práctica forense, 1, Thomson, Aranzadi, Pamplona, 27 pp.
- 2007 - Low fertility and population replacement in Scotland (con Julio Pérez Díaz), Population, Space and Place, 13 (1), 18 pp.
- 2005 - The reproductive revolution and the sociology of reproduction, John MacInnes y Julio Pérez Díaz IUSS, en University of Princeton.
- 2005 - Diez mitos sobre la conciliación de la vida laboral y familiar, Cuaderno de Relaciones Laborales, ISSN 1131-8635, Vol 23, No 1, págs. 35-71.
- 2003 - La sociología de la familia y la fecundidad. Algunas contribuciones clásicas y su relevancia contemporánea. Comunicació presentada al IV Congrés Català de Sociologia. Reus, 5 i 6 d’abril de 2003. Centre d’Estudis Demogràfics.